# Tom Weilandt
Tom Weilandt (Rostock, 27 april 1992) is een Duits voetballer die bij voorkeur als vleugelspeler speelt. Hij speelt sinds 2013 bij SpVgg Greuther Fürth.

## Clubcarrière
Weilandt werd geboren in Rostock. In 2010 debuteerde hij voor Hansa Rostock in de 3. Liga. In 2011 steeg de club naar de 2. Bundesliga. Hij scoorde één doelpunt uit 24 wedstrijden in de 2. Bundesliga. Hansa Rostock degradeerde alweer na één seizoen. In het seizoen 2012/13 scoorde Weilandt zeven doelpunten uit 34 wedstrijden voor Hansa Rostock in de 3. Liga. In juli 2013 trok hij transfervrij naar SpVgg Greuther Fürth, dat net gedegradeerd was uit de Bundesliga. Hij scoorde reeds drie doelpunten uit zijn eerste twaalf competitiewedstrijden voor Fürth.